# Adolf Kajpr
Adolf Kajpr SJ (5 lipca 1902 w Hředle, 17 września 1959 w Leopoldovie) – czeski kapłan katolicki, jezuita; wydawca prasy katolickiej. Kaznodzieja i publicysta. Towarzyszył wielu ludziom jako spowiednik i kierownik duchowy. Wypowiadał się nie tylko w ważnych kwestiach religijnych, lecz także podejmował ówczesne zagadnienia społeczne i polityczne. Za swoje poglądy został aresztowany przez nazistów (1941–1945), a następnie przez komunistów (1950–1959). Po dziewięciu latach spędzonych w więzieniach komunistycznych zmarł w wieku 57 lat „w opinii świętości i uznawany za męczennika”.

## Życiorys

### Dzieciństwo i młodość (1902–1927)
Adolf Kajpr urodził się 5 lipca 1902 r. w miejscowości Hředle, ochrzczony został 12 lipca tegoż roku w kościele św. Wawrzyńca w niedalekiej wsi Žebrák. Rodzice Adolf Kajpr (1859–1906) i Anna Kajpr (z domu Kytka, 1861–1905) wynajmowali w Hředle zajazd oraz sklep mięsny. Po śmierci matki ojciec wraz z synami powrócił do rodzinnej wsi Bratronice. Sam wkrótce także zmarł. Osieroconymi chłopcami zajęła się dobra, lecz surowa ciotka, razem z mężem Josefem Bůžkem. Adolf wychowany został w wierze katolickiej. W latach 1908–1916 uczęszczał do szkoły podstawowej, lecz z powodów finansowych musiał z niej zrezygnować. Pracował za dniówkę, miał zostać szewcem, ale w końcu zaczął pracować w niedalekim młynie Roučmída. Pragnął jednak kontynuować naukę, dlatego samodzielnie przygotowywał się do liceum. W latach 1924–26 odbył służbę wojskową. Następnie w wieku 24 lat został przyjęty do ośmioletniego arcybiskupiego liceum w Pradze prowadzonego przez jezuitów.[1]

### Wstąpienie do Towarzystwa Jezusowego (1928–1937)
Po ukończeniu szóstego roku liceum wstąpił do nowicjatu Towarzystwa Jezusowego, który odbył w latach 1928–1930 w Welehradzie. Podczas nowicjatu przygotowywał się do egzaminu maturalnego, który zdał z wyróżnieniem. 15 sierpnia 1930 r. złożył w Welehradzie śluby. W latach 1930–1932 studiował filozofię w belgijskim Eegenhoven, a w latach 1932–1936 teologię w Innsbrucku (Austria). Tam przyjął 26 lipca 1935 r. święcenia kapłańskie. Kilka dni później celebrował Mszę prymicyjną w kościele św. Ignacego w Pradze oraz w kościele Wszystkich świętych w Bratronicach. Bezpośrednio po egzaminach końcowych został na rok 1936/37 wysłany na trzecią probację do francuskiego Paray-le-Monial. Po zakończeniu formacji powrócił do kraju.[2]

### Kapłaństwo i działalność prasowa (1937–1941)
Od roku 1937 Kajpr mieszkał i pracował przy kościele św. Ignacego w Pradze. Wypełniał swoje obowiązki zakonnika, działał w duszpasterstwie, głosił rekolekcje. Wykładał filozofię chrześcijańską na Archidiecezjalnej Akademii Teologicznej w Pradze (1940–1941). Największą rolę jednak odegrał jako dziennikarz. Został redaktorem czterech czasopism katolickich, w których sam publikował: „Obrození” (Odrodzenie; 1939–40), „Dorost” (Młodzież; 1939–40), „Nové směry” (Nowe kierunki; 1940–41) oraz „Posel Božského Srdce Páně” (Poseł Boskiego Serca Pana; 1937–41).
Periodyk „Dorost” wywołał w 1939 r. oburzenie władz okupacyjnych, kiedy na okładce pojawił się fotomontaż przedstawiający Chrystusa jako Heraklesa zwalczającego trzygłowego psa Cerbera, który pilnuje ludzi w krainie ciemności i śmierci. W pysku tego współpracownika śmierci namalowana była swastyka jako symbol nazizmu. Redaktorzy Alois Koláček SJ i Adolf Kajpr SJ byli kilkakrotnie ostrzegani przez gestapo. W marcu 1940 Koláčka aresztowano, w kwietniu zakończono publikowanie „Dorostu”. Młodzież była jednak dla Kajpra tak ważna, że zaczął wydawać bez zgody urzędów czasopismo „Nové směry” (Nowe kierunki). Swoich czytelników i słuchaczy nawoływał do wiary, nadziei oraz autentycznego patriotyzmu. Przypominał, że jedynym właściwym przywódcą ludzkości jest Chrystus. Chrześcijanin powinien stać po stronie obrońców dobra, sprawiedliwości, prawa i równości wszystkich ludzi oraz wszystkich narodów, ma też nade wszystko kochać swoją ojczyznę. Dlatego w lutym 1941 r. Kajpr sprzeciwił się, gdy kolaboranci próbowali, powołując się na postać św. Wacława, uzasadnić swoje przekonanie o przynależności narodu czeskiego do Rzeszy. Tak zwrócił na siebie uwagę gestapo, które wydało rozkaz, aby przerwać wydawanie czasopisma.[3]

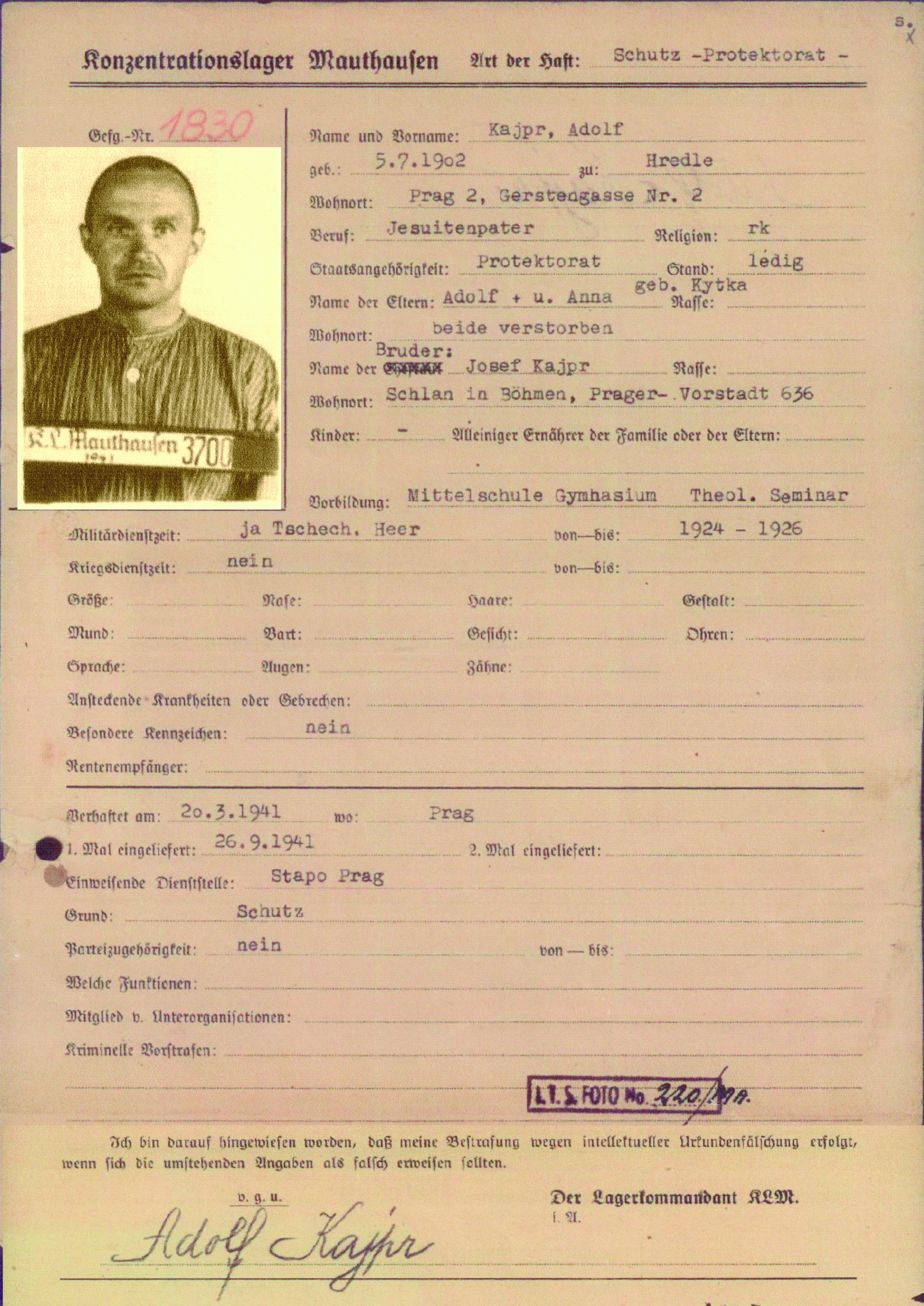
Kwestionariusz osobowy Kajpra w KL Mauthausen

### W nazistowskich obozach koncentracyjnych (1941–1945)
20 marca 1941 r. aresztowano Kajpra za „prowokacyjne” oraz „pełne nienawiści” artykuły dotyczące Rzeszy. Najpierw przebywał w areszcie Pankrác w Pradze, następnie w obozie koncentracyjnym Terezin, z „przerwą” na pracę w oddziale wyjazdowym, który we wsi Nová Huť (dziś Nižbor) koło Berouna dostosowywał budynek i ogród na obiekt wypoczynkowy dla członków gestapo.
Po kolejnym pobycie w więzieniu Pankrác został we wrześniu 1941 r. przetransportowany do obozu koncentracyjnego Mauthausen, gdzie pracował w kamieniołomie. W maju 1942 r. przewieziono go do Dachau. Tam przebywał do końca wojny w tzw. bloku księży. Pracował między innymi na plantacji. Pozostawał w tym czasie w kontakcie listowym z praskimi jezuitami.
29 kwietnia 1945 r. więźniowie Dachau zostali wyzwoleni. Niecały miesiąc później, 21 maja 1945 r., przewieziono Kajpra do wspólnoty przy kościele św. Ignacego w Pradze. Za swoje zasługi dla ojczyzny 12 sierpnia 1947 r. otrzymał od prezydenta dwa odznaczenia państwowe.[4]

### Działalność apostolska i redaktorska w latach 1945–1950
15 sierpnia 1945 r. Kajpr złożył ostatnie śluby jako profes czterech ślubów Towarzystwa Jezusowego. Był znanym kaznodzieją, głosił rekolekcje i towarzyszył ludziom podczas rekolekcji ignacjańskich. Wznowił wydawanie czasopisma „Dorost”. Wkrótce został także redaktorem naczelnym tygodnika „Katolík: list pro kulturu a život z víry” (Katolik: gazeta o kulturze i życiu wiarą), który stał się dla Kajpra główną – poza działalnością kaznodziejską – przestrzenią dla głoszenia Ewangelii, a także rozpowszechniania wizji życia chrześcijańskiego i apostolstwa oraz spostrzeżeń na temat aktualnej sytuacji społecznej.
Gazeta miała znaczny wpływ na poglądy wierzących dotyczące rozwoju powojennej Czechosłowacji, w której coraz mocniejszą pozycję miała partia komunistyczna. Tematy związane z życiem społecznym i politycznym były dla Kajpra szczególnie ważne. Ze względu na klimat panujący w ówczesnym społeczeństwie polemika z marksizmem-leninizmem była nieunikniona. Kajpr otwarcie przestrzegał, że następstwem wszelkiego rodzaju humanizmu ateistycznego będą obozy koncentracyjne, więzienia, egzekucje oraz inne formy prześladowania. Już w lutym 1948 r. gazeta „Katolík” została uznana za antypaństwową oraz głoszącą poglądy sprzeczne z ideą postępu. Kajprowi odebrano prawo do publikowania i gazeta przestała istnieć.
W związku z tym Kajpr zajął się duszpasterstwem. W homiliach starał się umacniać wiarę słuchaczy i kontynuował polemikę z materializmem i marksistowską krytyką religii.[5]

### Aresztowanie oraz pobyt w więzieniach komunistycznych (1950–1959)

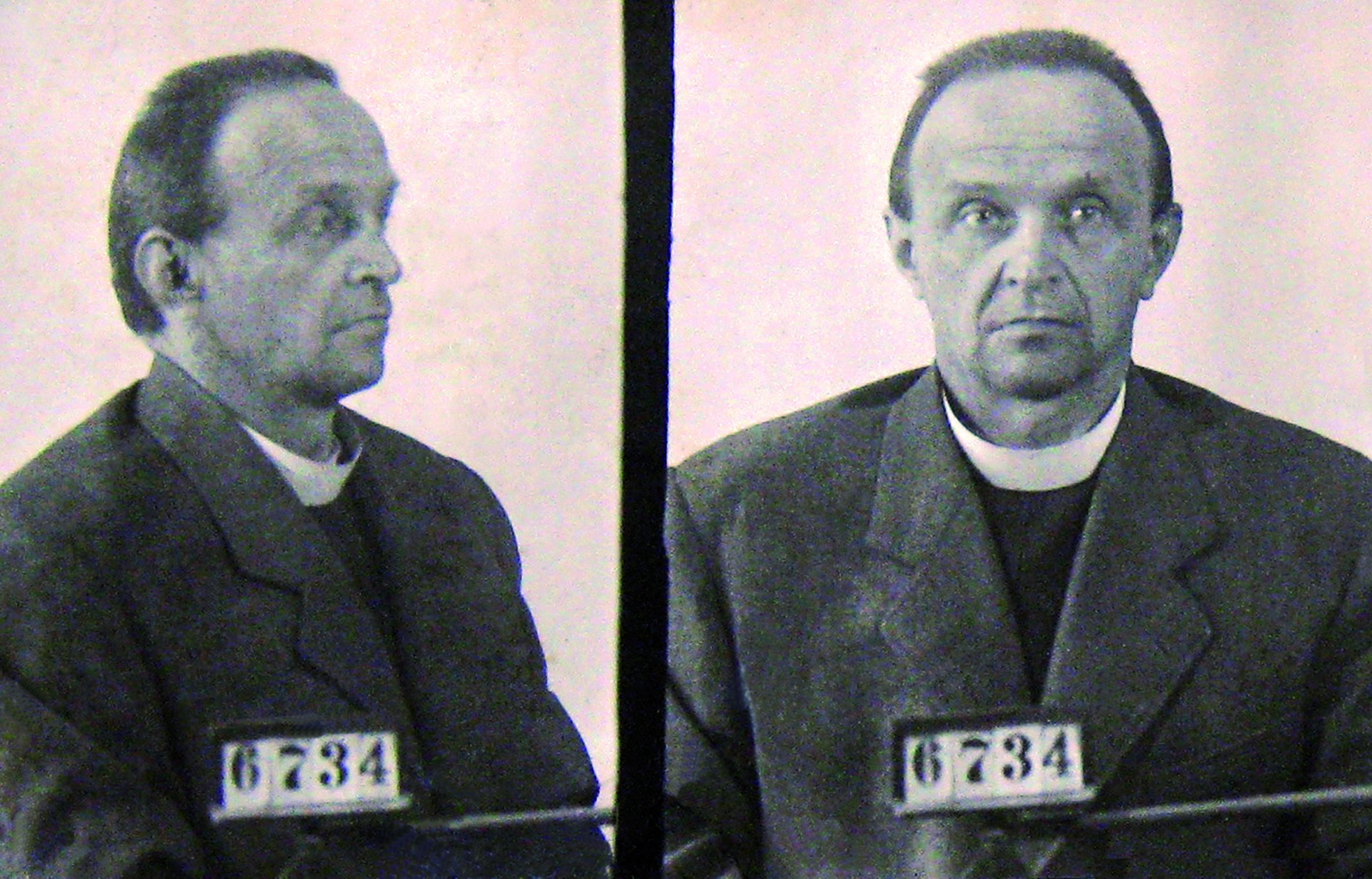
Więzienna fotografia Kajpra

14 marca 1950 r., na polecenie ministra sprawiedliwości oraz przewodniczącego urzędu państwowego do spraw kościelnych Alexeje Čepičky’ego, Kajpra aresztowano. Proces zakonników miał pokazać, że Kościół jest niebezpiecznym wrogiem społeczeństwa, któremu trzeba się przeciwstawić. Śledztwo miało także przygotować grunt dla interwencji przeciw wszystkim członkom męskich zgromadzeń zakonnych (tzw. akcja K). Kajpr został wybrany, gdyż był postacią rozpoznawalną w czeskim społeczeństwie oraz często krytykował ideologię i praktyki komunistyczne. Podobnie jak podczas okupacji nazistowskiej został Kajpr aresztowany przez komunistów za „prowokacyjne” artykuły przeciw ludowo-demokratycznemu państwu. Dodatkowo zarzucono mu głoszenie „rewolucjonistycznych” homilii oraz szpiegostwo na rzecz Watykanu. Proces w sprawie Machalka oraz innych zakonników miał miejsce od 31 marca do 5 kwietnia 1950 r. Kajpr przemawiał odważnie i szczerze, lecz w sposób umiarkowany. Został jednak uznany za winnego zdrady stanu i skazany na 12 lat więzienia oraz na dalsze kary.
Po wydaniu wyroku Kajpr przebywał najpierw w więzieniu Pankrác, potem w więzieniach Mírov, Valdicích, a w końcu w miejscowości Leopoldov na Słowacji. Świadectwa współwięźniów Kajpra mówią o jego głębokiej wierze oraz o bezpretensjonalnej pobożności. Wspominają jego konferencje duchowe dla uwięzionych księży, adhortacje tajnie wysyłane do świeckich, rekolekcje, życie z uwięzionymi jezuitami i tajną formację nowicjuszy Towarzystwa Jezusowego, wykłady i dyskusje na tematy filozoficzne, liturgiczne, literackie itd., a także stosunki z prześladowcami i współwięźniami.[6]

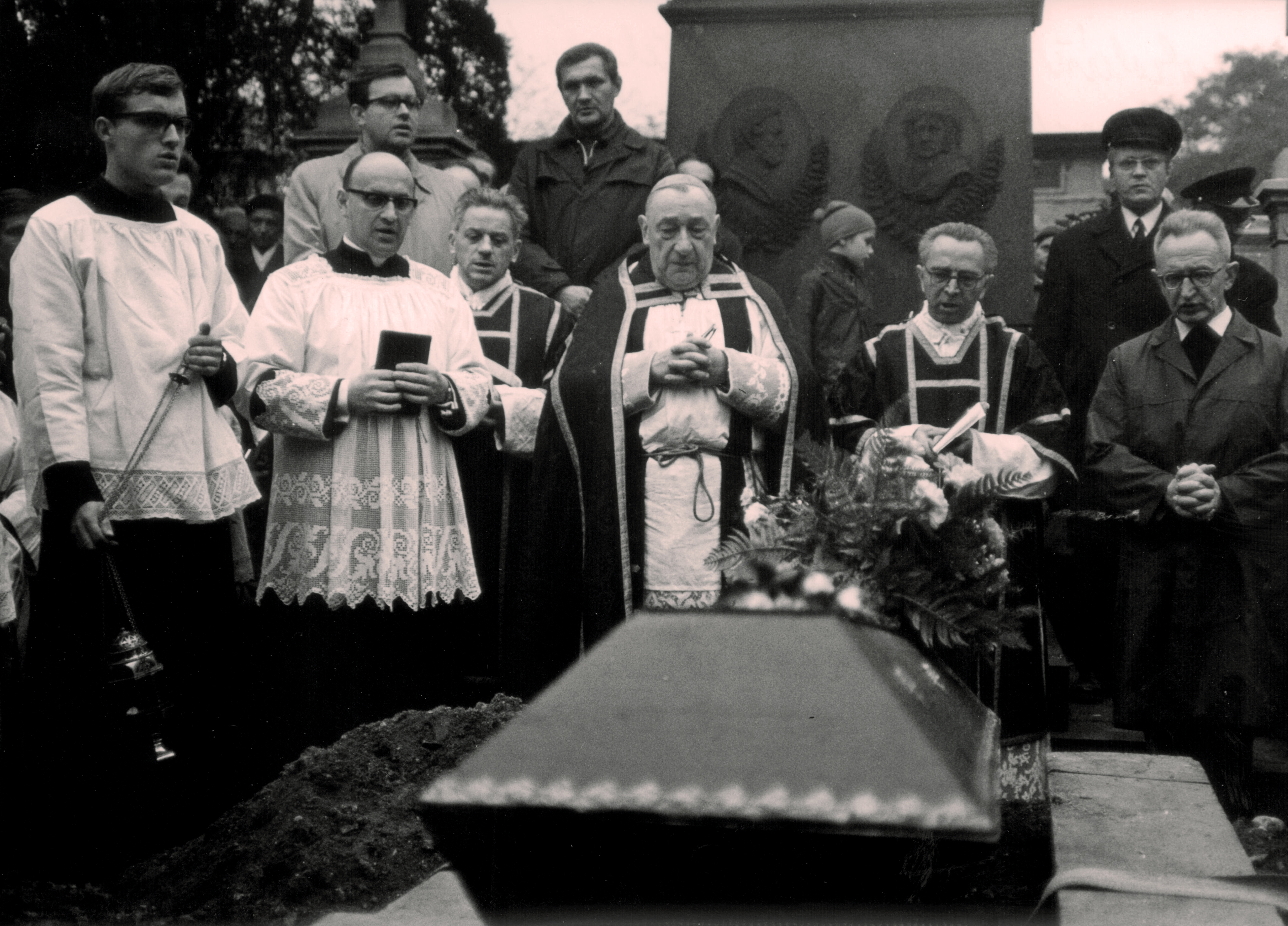
Pogrzeb Kajpra na Wyszehradzie

### Śmierć w opinii świętości (1959)
13 września 1959 r. o. Kajpr dostał przy pracy zawału serca. Został przewieziony do szpitala więziennego. 17 września niestety dostał drugiego zawału i zmarł. Miał 57 lat. Kierownictwo więzienia po naradzie z przełożonymi zdecydowało, że będzie pochowany na miejscowym cmentarzu, w grobie, który będzie oznaczony tylko jego numerem. Dopiero podczas Praskiej Wiosny, po tymczasowej odwilży w stosunkach politycznych, 24 października 1968 r. jego ciało zostało ekshumowane, przewiezione do Pragi i 25 października pochowane w grobie na Wyszehradzie.
Procesy sądowe były kilkakrotnie weryfikowane. Sąd zmieniał decyzje wraz ze zmianami politycznych okoliczności. Ostateczny wyrok zapadł dopiero 16 grudnia 1993 r., gdy dokonano rehabilitacji sądowej Kajpra z powodu nielegalnego pozbawienia wolności. Został uznany za niewinnego. [7]
Kajpr był członkiem Towarzystwa Jezusowego przez 31 lat, księdzem przez 24 lata. 12,5 roku był więziony za wiarę.

## Opinia męczeństwa i świętości

### Sława męczeńska
Wołanie o beatyfikację o. Kajpra trwa już od jego śmierci. Papież Jan Paweł II przedstawił go jako jednego z zakonników, którzy potrafili w warunkach nazistowskich obozów koncentracyjnych oraz w warunkach więziennych dawać „przykład wielkiej godności poprzez życie napełnione cnotami chrześcijańskimi” (26 kwietnia 1997) i wyraził się o nim, że „zmarł w opinii świętości” (20 maja 1995).
Z biegiem czasu jego współpracownicy, bracia, świadkowie, a później także naukowcy zaczęli wypowiadać się na temat jego godnego uwagi życia. Przedstawiono trzy przykłady, kolejne można znaleźć w książce Maximální křesťanství (Chrześcijaństwo maksymalne).[8]
Václav Feřt SJ (ksiądz, ówczesny przełożony Kajpra), 1959: „Człowiek wierzący całym sercem i pobożny jak dziecko, inspirujący kaznodzieja, oryginalny pisarz, nieustraszony redaktor i poczciwy patriota. [...] Jego życie, głównie życie kapłańskie, było naprawdę ofiarą miłości. Więcej niż połowę swego owocnego życia księdza przeżył w aresztach. [...] Ogień, który płonął w jego sercu, nigdy nie wygasł. Całkowicie go pochłonął na ołtarzu ofiarnym. Wierzę, że nasz drogi Ojciec Kajpr przeszedł z tego ognia wieloletniej ofiary jako wierny sługa Chrystusa do jasnego ognia Ducha Świętego i Łaski Bożej, gdzie wraz z pozostałymi świętymi i błogosławionymi, którzy są z Panem, będzie naszym potężnym orędownikiem. Spoczywaj w pokoju i oręduj za nami!”.[9]
Jan Formánek SJ (ksiądz, zakonny rówieśnik Kajpra), 1978: „Szacunek wobec Ojca rozpowszechnia się nie tylko pomiędzy braćmi, ale także pomiędzy tymi, którzy znali go z jego działań apostolskich na ambonie u św. Ignacego lub jako wybitnego redaktora czasopisma dla młodzieży „Dorost” (Młodzież) albo katolickiego miesięcznika „Posel Božského Srdce Páně” (Poseł Boskiego Serca Pana Naszego) i w końcu jako katolickiego dziennikarza oraz redaktora katolickiego tygodnika „Katolík” (Katolik)”.[10]
Richard Čemus SJ (ksiądz, profesor teologii), 2013: „Historia Kajpra jest aż do skrajności historią świadectwa o Chrystusie. Takie męczennictwo nie należy tylko do historii – nawet dziś nie traci nic ze swego blasku, prawości oraz gorliwości powołania”.[11] „Wszyscy, którzy go poznali, zgadzają się jednomyślnie, że Kajpr żył i zmarł in fama sanctitatis et fama martyrii (w opinii świętości i męczennictwa)”.[12]

### Proces beatyfikacyjny
Jesienią 2017 r. przełożony generalny Towarzystwa Jezusowego Arturo Sosa SJ uwzględnił wniosek przełożonego czeskiej prowincji Josefa Stuchlého SJ i zgodził się na rozpoczęcie procesu beatyfikacyjnego Adolfa Kajpra. W pierwszej fazie, która odbywa się na poziomie diecezjalnym, wicepostulatorem został mianowany prof. Vojtěch Novotný z Katolickiego Wydziału Teologicznego Uniwersytetu Karola. Przedstawił on praskiemu arcybiskupowi wniosek o rozpoczęcie dochodzenia o życiu i śmierci męczeńskiej Sługi Bożego Adolfa Kajpra. Celem beatyfikacji jest: chwała Trójjedynego Boga, złożenie Mu dziękczynienia oraz przedstawienie błogosławionego jako orędownika i przykład nienagannego życia chrześcijańskiego.
Dochodzenie zostało formalnie rozpoczęte dnia 22 września 2019 na
zakończenie uroczystej Mszy Świętej, podczas której Kajpra szczątki
doczesne zostały złożone w kościele św. Ignacego w Pradze.

## Myśl i dzieło: sługa Słowa

### Kaznodzieja i redaktor
Jedną z najwyraźniejszych cech Kajpra była zdolność podejmowania „służby słowa”, tzn. różnych form głoszenia radosnej wieści o Jezusie Chrystusie i Jego dziele. Potrafił pokazać, że wspólnoty człowieka z Chrystusem, zwanej Kościołem, można doświadczać w codzienności oraz jak powinna się ona odzwierciedlać w ludzkich działaniach. Potrafił rozpoznać znaki czasów i pokazać, że „przesłanie Chrystusa niesie obowiązującą oraz zadowalającą odpowiedź na wszystkie pytania, nawet te najbardziej dotkliwe” i że „wszystkie codzienne zdarzenia wiążą się z wiecznością”.
Głosił przede wszystkim kazania: był znany jako sprawny, inspirujący, znakomity kaznodzieja, „potężny w słowie” (por. Łk 24, 19). Drugim obszarem jego działań było redagowanie gazet zakonnych, do których sam pisał artykuły. W okresie powojennym była to gazeta „Katolík: list pro kulturu a život z víry” (Katolik: gazeta o kulturze i życiu wiarą).

### Tematy
Punktem centralnym głoszenia Kajpra było skupienie całego ludzkiego życia na Chrystusie. Aby człowiek mógł prowadzić życie w taki sposób, powinien czerpać przede wszystkim z uczestnictwa we Mszy świętej, a następnie składać świadectwo o Chrystusie i Bogu przez swoje słowa i życie, i to tak, aby ludzie współcześni wszystko zrozumieli. Według wzoru Bożego, trzeba współczuć z ludzkimi potrzebami i cierpieniem.
Wierzący jest zapraszany do udziału w życiu społeczeństwa, angażowania się, uzyskiwania obrazu wydarzeń, lecz nie w jakikolwiek sposób, ale jako człowiek myślący i chrześcijanin. Zadaniem prasy chrześcijańskiej jest nie tylko informować, ale także formować.
Kajpr również miłość do ojczyzny okazywał w harmonii z chrześcijaństwem. Pomiędzy wszystkimi konstruktywnymi kierunkami podkreślał demokrację, choć zdawał sobie sprawę z jej słabych punktów. Wskazywał na ich niezgodność z chrześcijaństwem i na zagrożenie utratą godności człowieka, w przypadku gdy system polityczny odwróci się od Boga.
Kajpr również nie pomijał znaczenia Maryi Panny.

## Literatura
- Novotný Vojtěch, Ministerium verbi: Kázání Adolfa Kajpra o mši svaté, o posledních věcech člověka a o rozličných aspektech víry („Ministerum Verbi: Kazanie Adolfa Kajpra o Mszy świętej, o ostatnich sprawach człowieka i rozmaitych aspektach wiary”), Praha, Karolinum, 2017.
- Novéna o otci Adolfu Kajprovi: (5.7.1902 – 17.9.1959) („Nowenna o ojcu Adolfie Knajprze: 5.7.1902 – 17.9.1959), wybrał i uporządkował Michal Altrichter, Olomouc, Wydawnictwo Centra Aletti Refugium Velehrad-Roma, 2017.
- Novotný Vojtěch, Maximální křesťanství: Adolf Kajpr SJ a list Katolík („Chrześcijaństwo Maksymalne: Adolf Kajpr SJ i gazeta Katolik”), Praha, Karolinum, 2012.
- Pavlík Jan, Vzpomínky na zemřelé jezuity, narozené v Čechách, na Moravě a v moravském Slezsku od roku 1814 („Wspomnienia o zmarłych jezuitach urodzonych w Czechach, na Morawach i na Śląsku od roku 1814”), Olomouc, Refugium Velehrad-Roma, 2011, s. 341-347.
- Kajpr Adolf, Svědectví doby („Świadectwo czasów”), Praha, Česká křesťanská akademie, 1993.
- Dalsze homilie, wykłady i teksty Adolfa Kajpra są do dyspozycji na stronie: